# 동부 로망스어군
동부 로망스어군은 로망스어군의 한 어군이다. 발칸 로망스어나 다키아 로망스어라 이르기도 한다.
소속된 주요 언어는 오직 루마니아어와 아로마니아어 뿐이고, 이외에 루마니아어 관련 방언 내지 언어인 메글레노루마니아어와 이스트로루마니아어가 있다. 루마니아어는 몰도바에서 몰도바어라는 이름으로 불리기도 하나 정치적 구분에 불과하다.

## 분류
- 아로마니아어
- 북부 루마니아어
  - 다키아 루마니아어 (루마니아어)
  - 메글렌 루마니아어
  - 이스트리아 루마니아어